# Provinciedomein kasteel d'Aertrycke

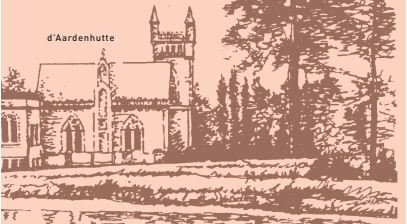
Schets d'Aardehutte

Het Provinciedomein kasteel d'Aertrycke is een domein in de Belgische plaats Torhout met daarop het Kasteel d'Aertrycke.

## Ontstaan

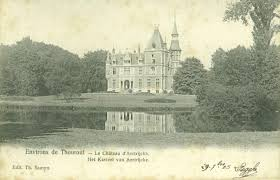
Zwart wit foto voorgevel kasteel d'Aertrycke

Het domein ontstond toen de Gentse broers Joseph en Eduard de Pottere d’Indoye tussen 1770 en 1785 tientallen hectaren grond kochten op het hoogste gedeelte van het plateau van Wijnendaele. Zij brachten systematisch dit bos- en heidegebied, dat bekend stond als de Verloren Cost, in cultuur en doorsneden het gebied met kaarsrechte dreven. De vruchtbare kavels werden verpacht als landbouwgrond. Op de rest werd naaldbos aangeplant. Eind 18e eeuw, begin 19e eeuw bouwde de familie er een tweede verblijf: het landhuis ‘d’Aardenhutte’ in een pittoreske neogotische stijl. Van dit gebouw is er slechts één afbeelding bekend, een stereoscopische foto uit 1863. D’Aardenhutte was een laag en breed gebouw met vierkante hoektorens en een spitse middentoren. Ervoor lag een vijver.

## Familie de Maere - d'Aertrycke

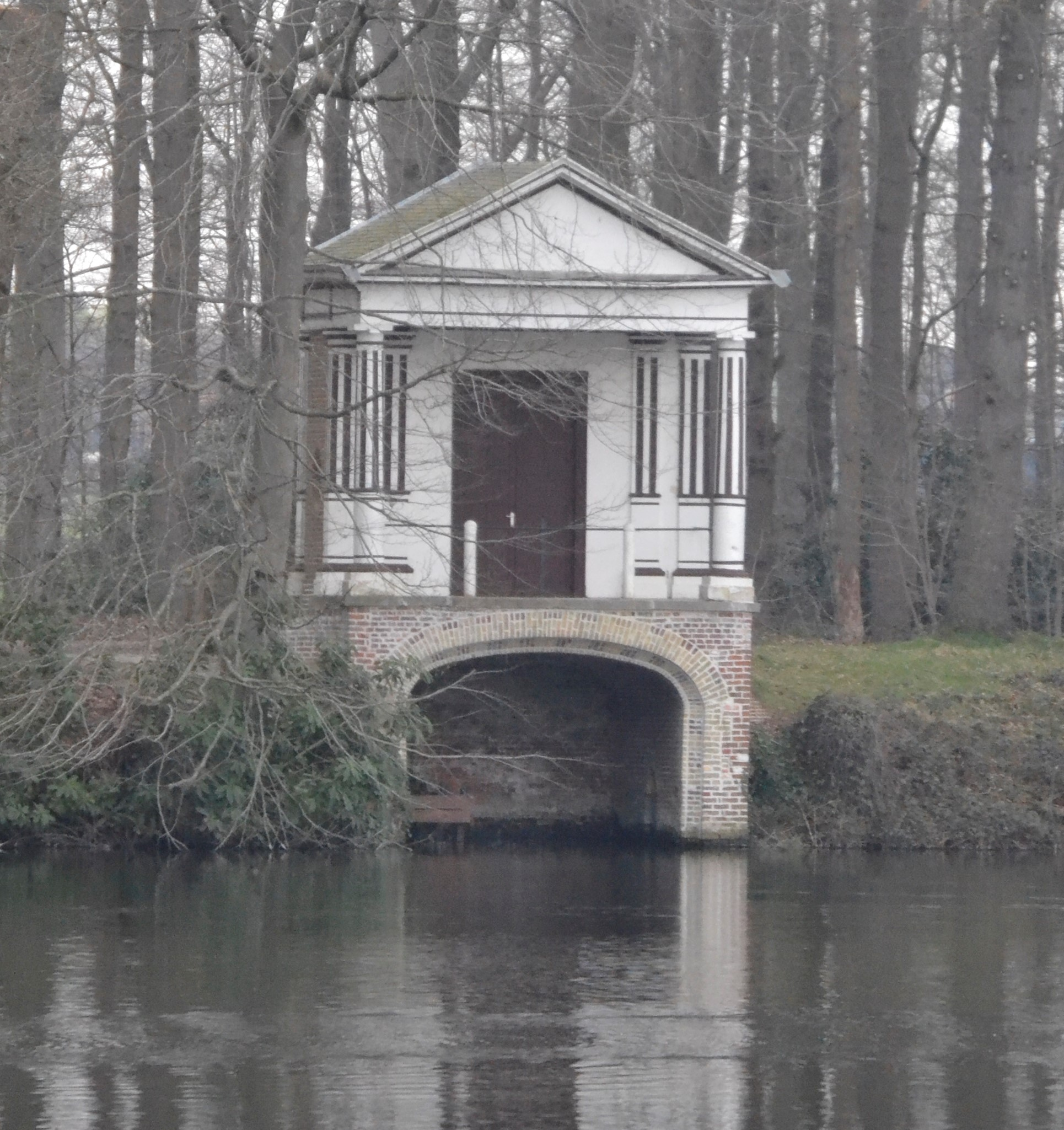
Boothuis met zicht op de achtergevel van het kasteel en het omliggende bos

In 1865, het jaar dat Eduard de Potter overleed, kocht de Gentse politicus August de Maere (1826-1900), volksvertegenwoordiger en de geestelijke vader van de haven van Zeebrugge, 98 ha van het domein Verloren Cost aan. Hij stelde de Antwerpse architect Joseph Schadde aan het historisch neogotische kasteel (de Maere) d'Aertrycke uit te bouwen. De afbraak van het beschadigde landhuis d'Aardenhutte startte in 1869. Daarop volgde de uitbouw van het nu bekende kasteel d'Aertrycke. Het houtsnijwerk werd vervaardigd door V. Verlinden uit Torhout. Eind 1877 was de bouw van het kasteel afgerond en trok familie de Maere-Limnander in. De idyllische tuinomgeving werd uit besteed aan tuinarchitect Louis Fuchs. Rond het kasteel liet August de Maere een landschapspark aanleggen. In het park werkte Fuchs met waterpartijen, kunstmatige reliëfs, open grasvelden en doeltreffend ingeplante bomengroepen een landschappelijke illusie op. De achtergevel van het kasteel weerspiegelt zich in een vijver, waarvan een zijarm tot in het bos doorloopt. Op de oever kwam een boothuis, een neoclassicistisch tempeltje, met zicht op het kasteel en het omringend groen.
Met de aanleg van het park waren de bouwactiviteiten op het domein voorlopig afgerond. Omstreeks 1890 kwam er aan de rand van de vijver een ijskelder, waarvan er nu geen restanten meer overblijven. De orangerie dateert van omstreeks 1900 en een tiental jaar later breidde de hoeve uit. Het opmerkelijkste gebouw uit deze periode is de ronde duiventoren. Tijdens het ancien régime mocht niet iedereen duiven houden, waardoor duiventorens een statussymbool waren. In de noordelijke rand van het beboste gedeelte bevindt zich de grafkapel van de familie de Maere d’Aertrycke. De neogotische kapel werd in 1896 gebouwd, enkele jaren voor de dood van de Maere. In 1876 werd August de Maere tot de adel verheven en kreeg hij de toestemming d'Aertrycke aan zijn naam toe te voegen. Na zijn overlijden in 1900 erfde zijn neef Maurice de Maere d'Aertrycke (1864-1941) het kasteel. Het domein en kasteel bleven lange tijd in de familie De Maere. Met uitzondering van een korte periode na de Eerste Wereldoorlog.

##### Eerste Wereldoorlog
Tijdens de oorlogsjaren 1914-1918 bivakkeerden de Duitse troepen in en rond het kasteel. Als ze in november 1918 vertrokken, bleef er een geplunderd kasteel achter, waaronder de originele plannen van architect Schadde. Prachtige meubels en unieke verzamelingen en interieurelementen waren verdwenen, beschadigd of vernietigd. In 1920 werd een deel van domein, het gehavende kasteel met 18 ha park, verkocht aan het Amerikaanse Rode Kruis en ingericht als revalidatiecentrum voor oorlogsgewonden. Eén jaar later, in 1921, kon Bruggeling Achille Lemahieu zich de nieuwe kasteelheer noemen en kapte een groot deel van het bos. In 1928 kwam het domein terug in handen van de familie de Maere: Boudewijn, de zoon van Maurice, kocht d’Aertrycke opnieuw aan.

#### Tweede Wereldoorlog
Tijdens de Tweede Wereldoorlog kwam het kasteel achtereenvolgens in handen van Belgische, Duitse en Canadese troepen. Door zijn ligging ongeveer 30 meter hoger dan de wijde omgeving vormt het kasteel een uitkijkpost voor vijandig luchtoffensief. In 1944 ontsnapt het kasteel aan een volledige vernieling, de achterzijde van het kasteel liep grote schade op. Een V1-lanceerbasis wordt ingericht op het domein.
Na het overlijden van Boudewijn blijft weduwe Madeleine d’Huart (1893-1990) op het kasteel wonen. Xavier de Maere, zoon van Boudewijn en Madeleine, is het laatste familielid die eigenaar was. Na de dood van zijn moeder, sloot hij met het West- Vlaamse provinciebestuur een overeenkomst af om het domein gedeeltelijk open te stellen voor het publiek. In 2012 verwierf de provincie de volle eigendom maakte er een provinciedomein van. Het kasteel werd in 1990 ingericht als restaurant met congresfaciliteiten. Een deel van de hoeve is herbestemd tot hotel en bistro.

## Fotogalerij

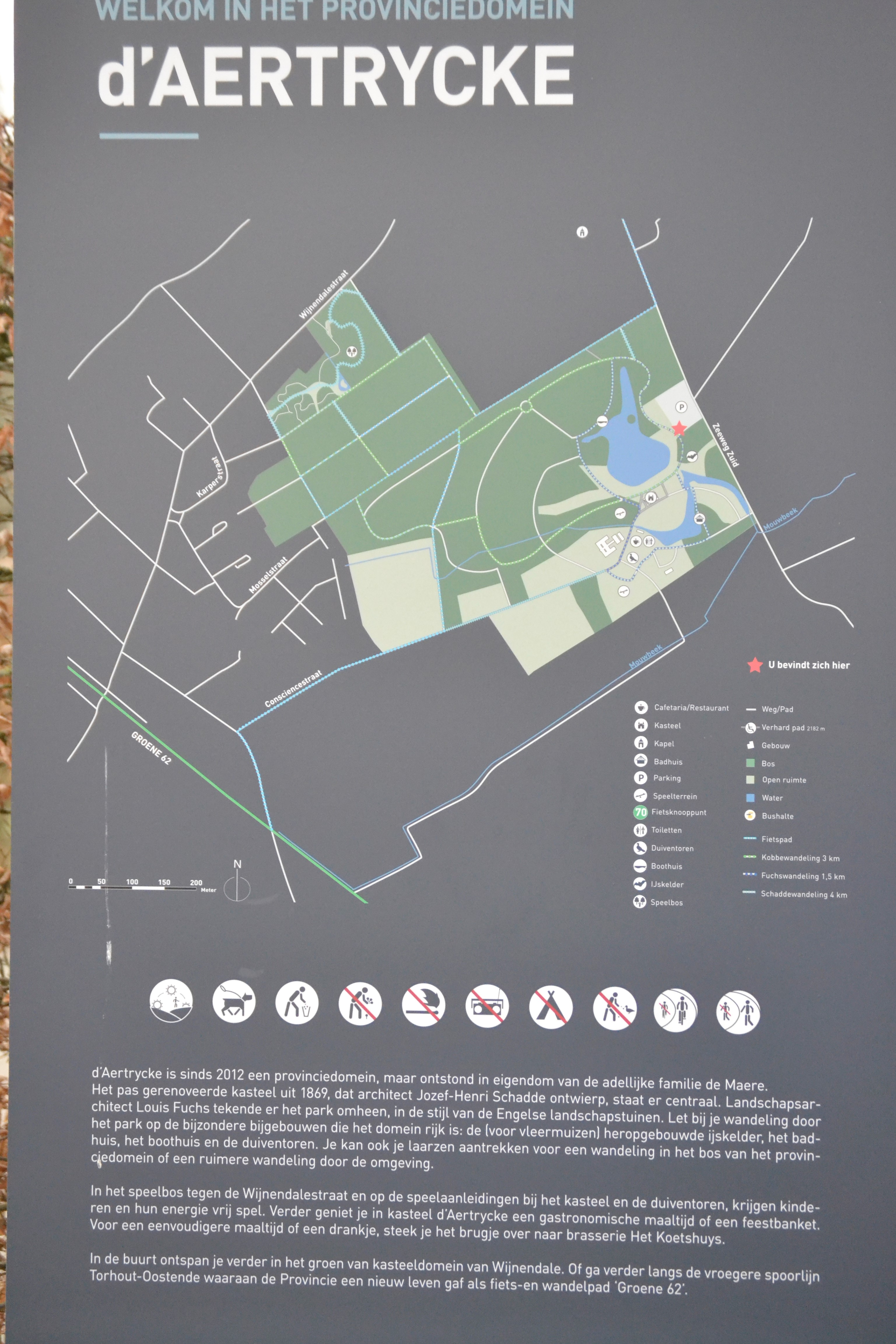
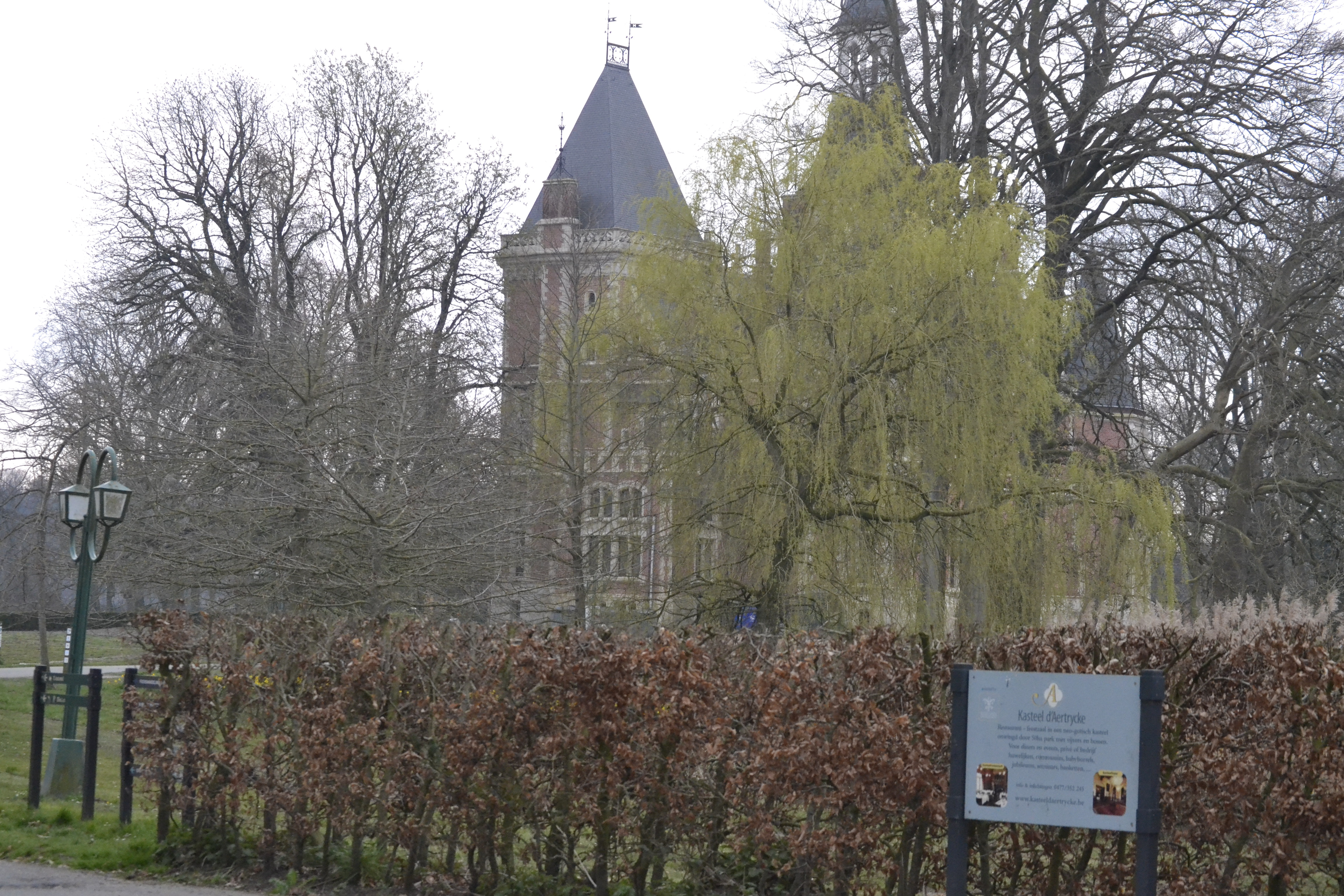
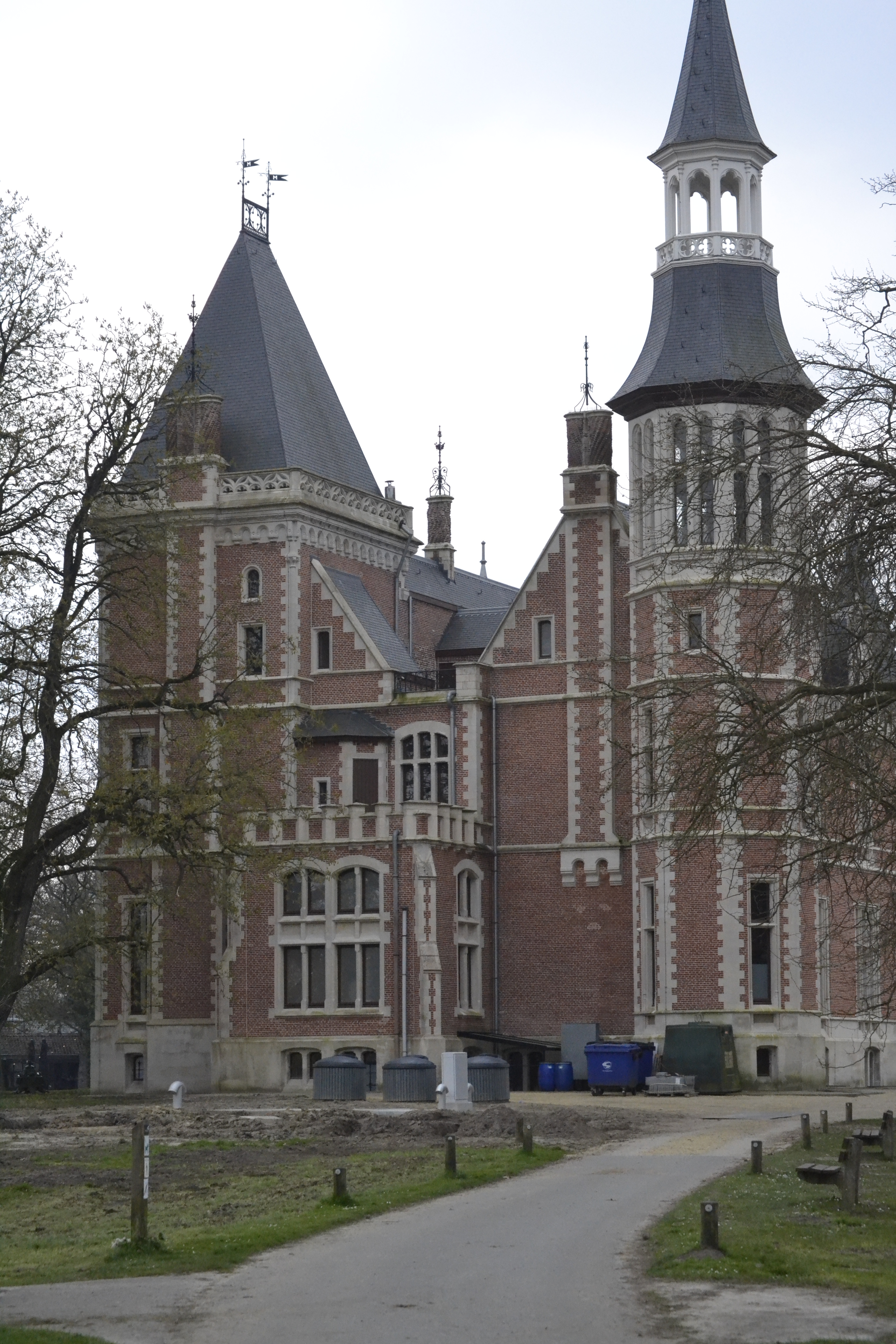
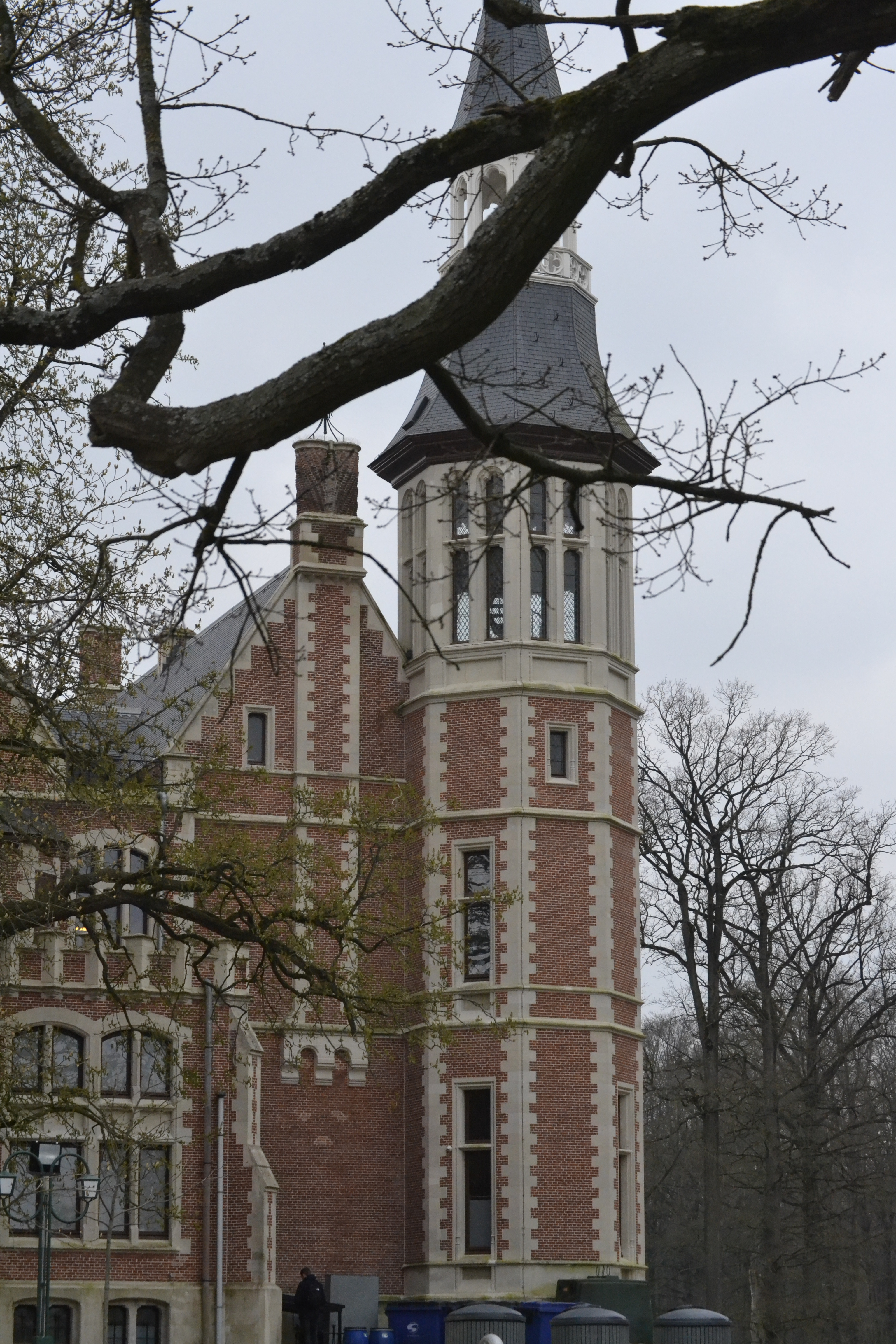
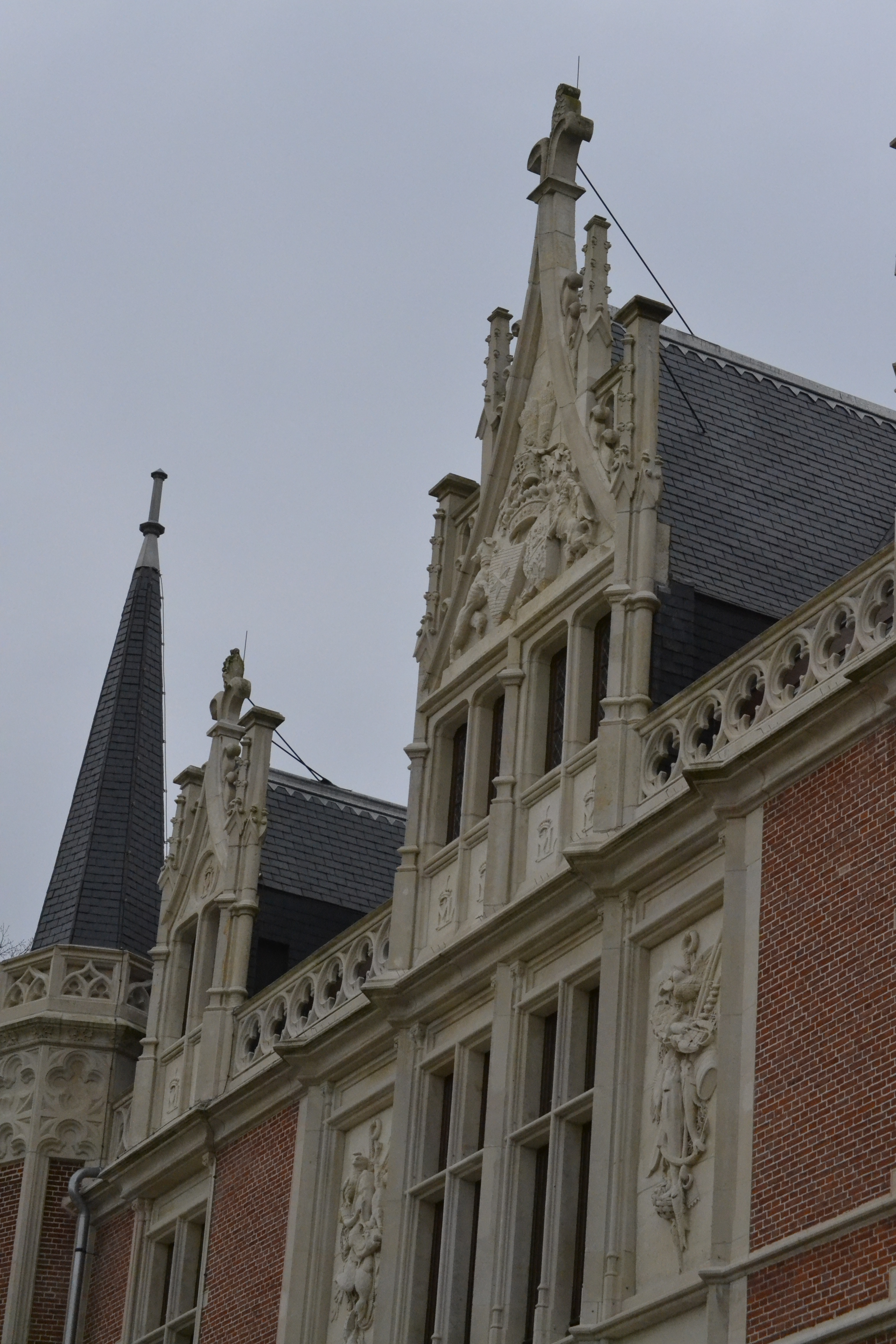
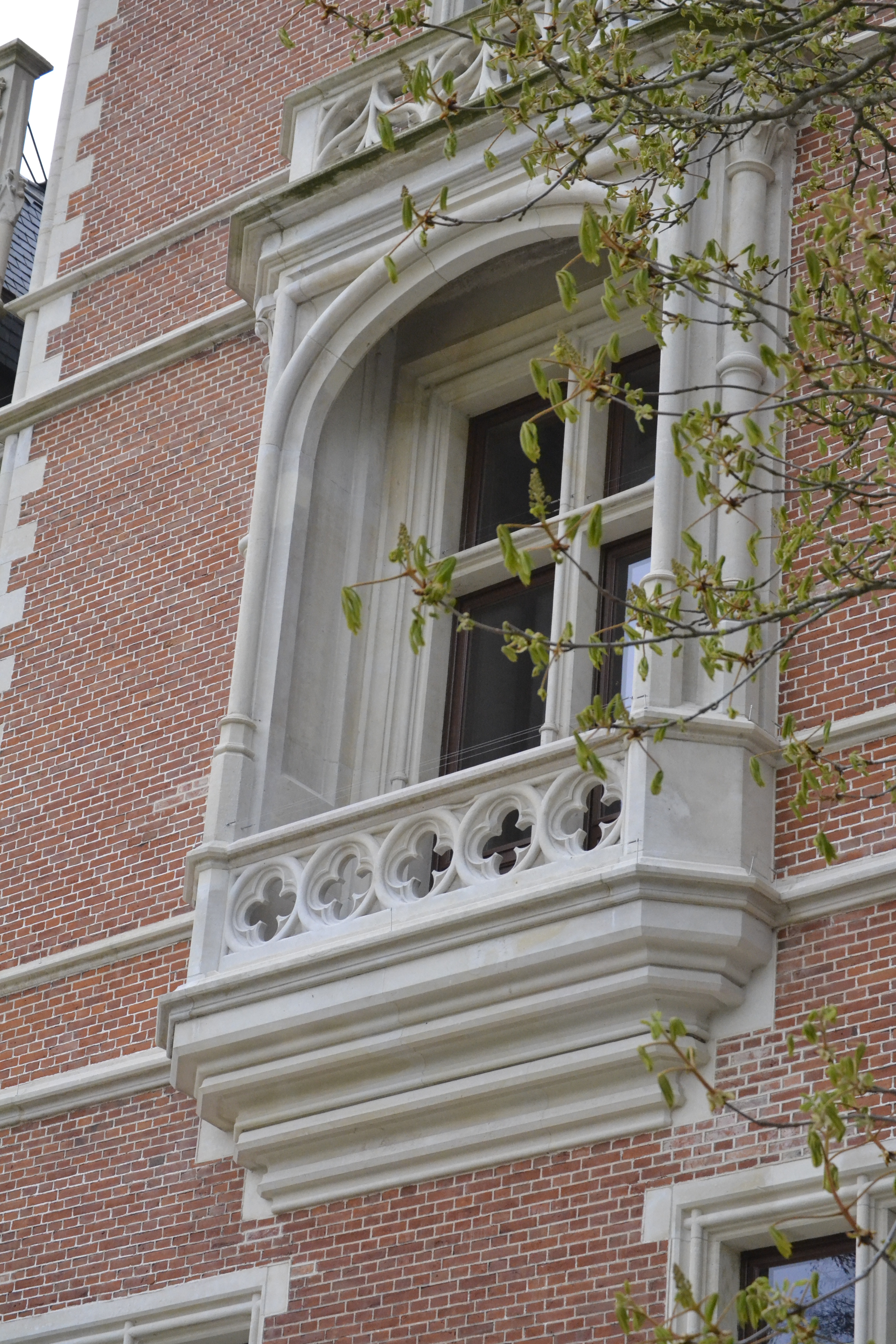
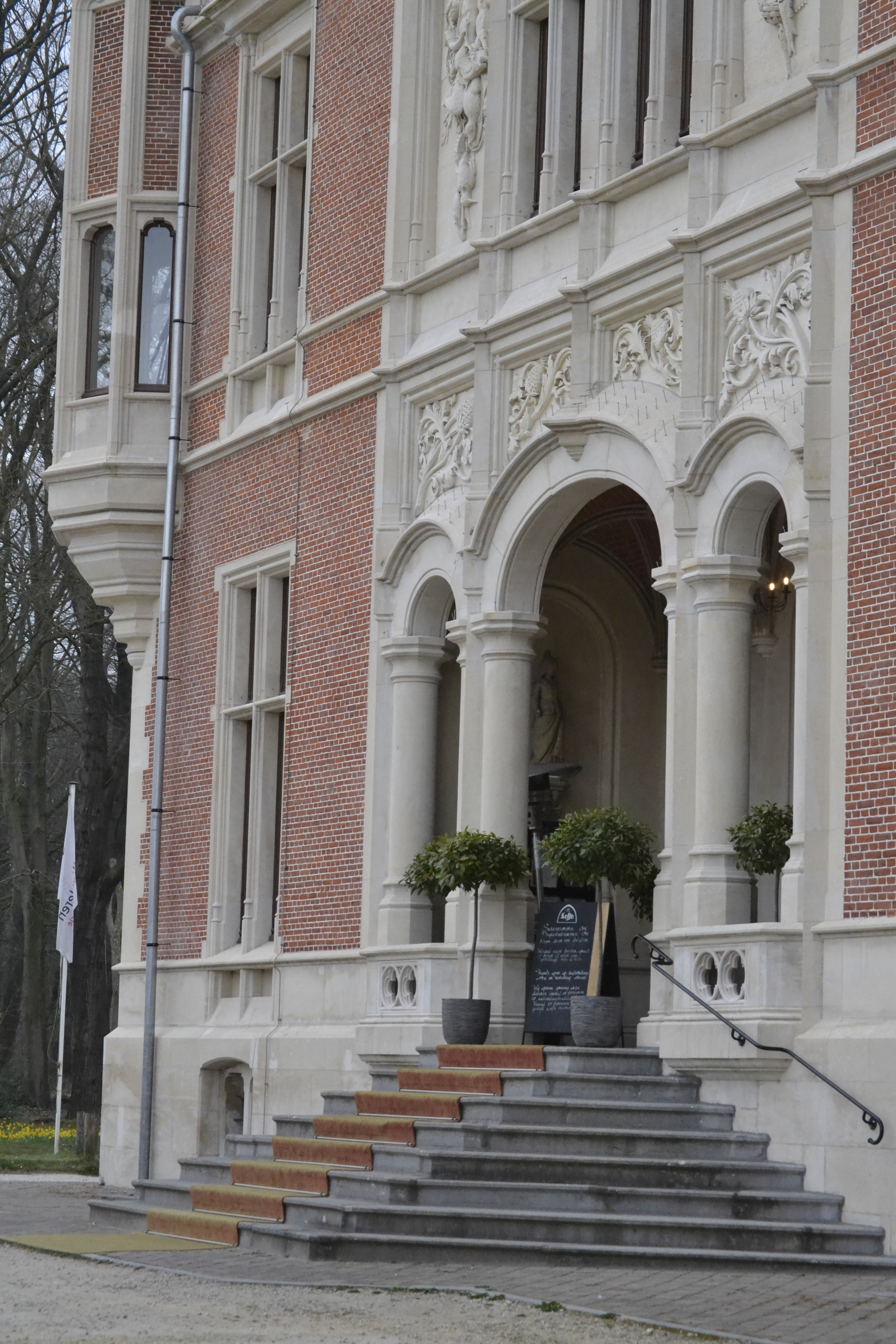
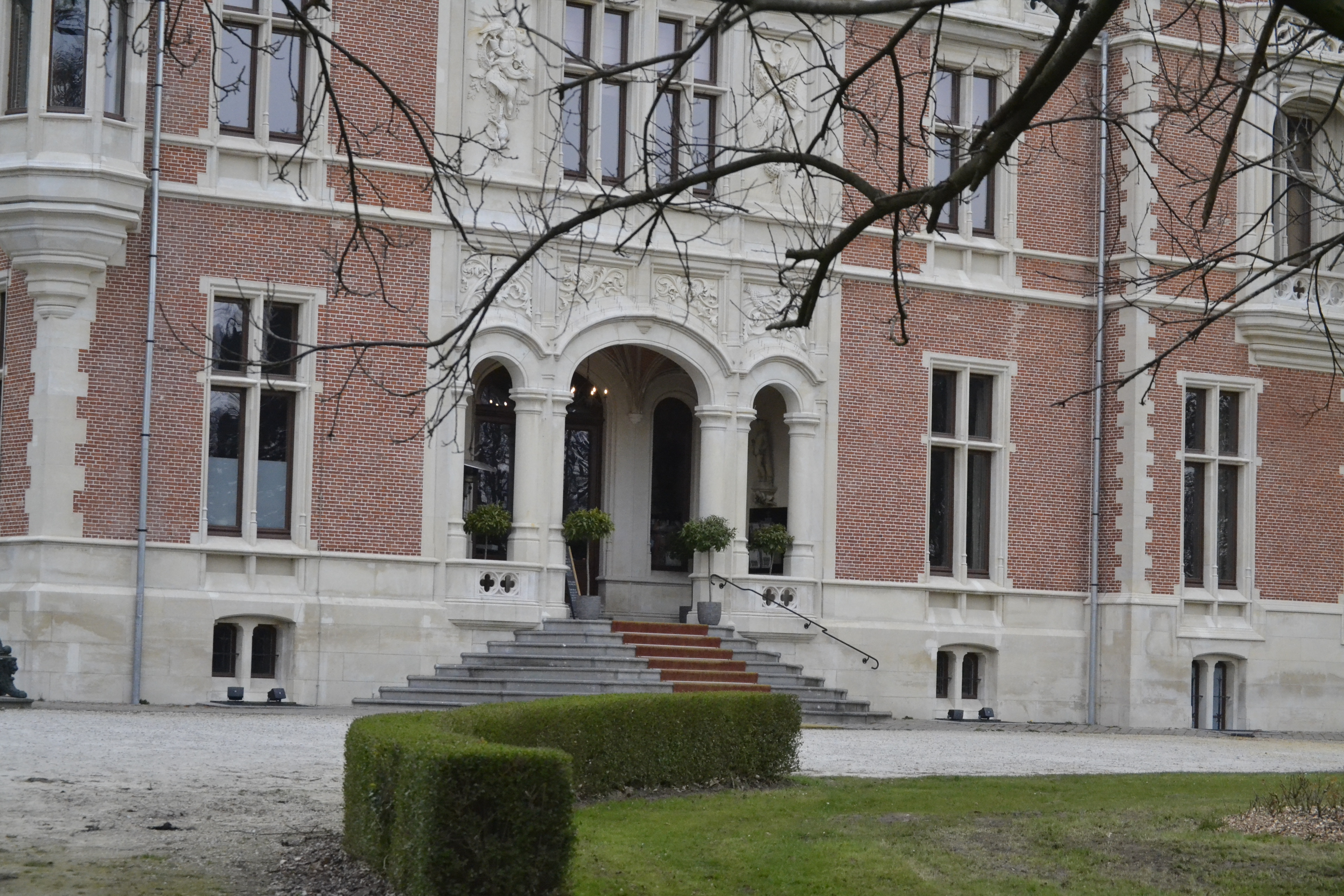
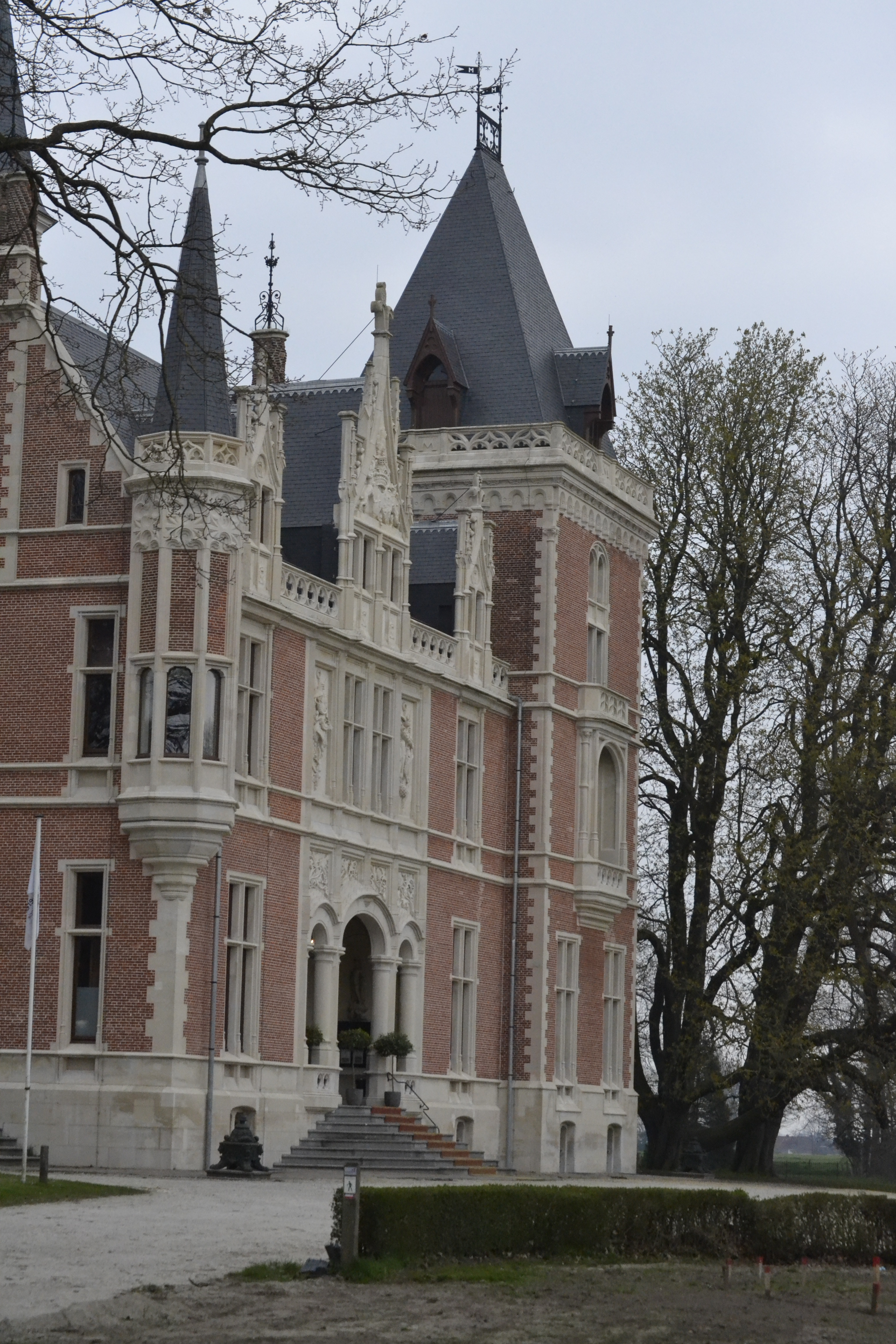
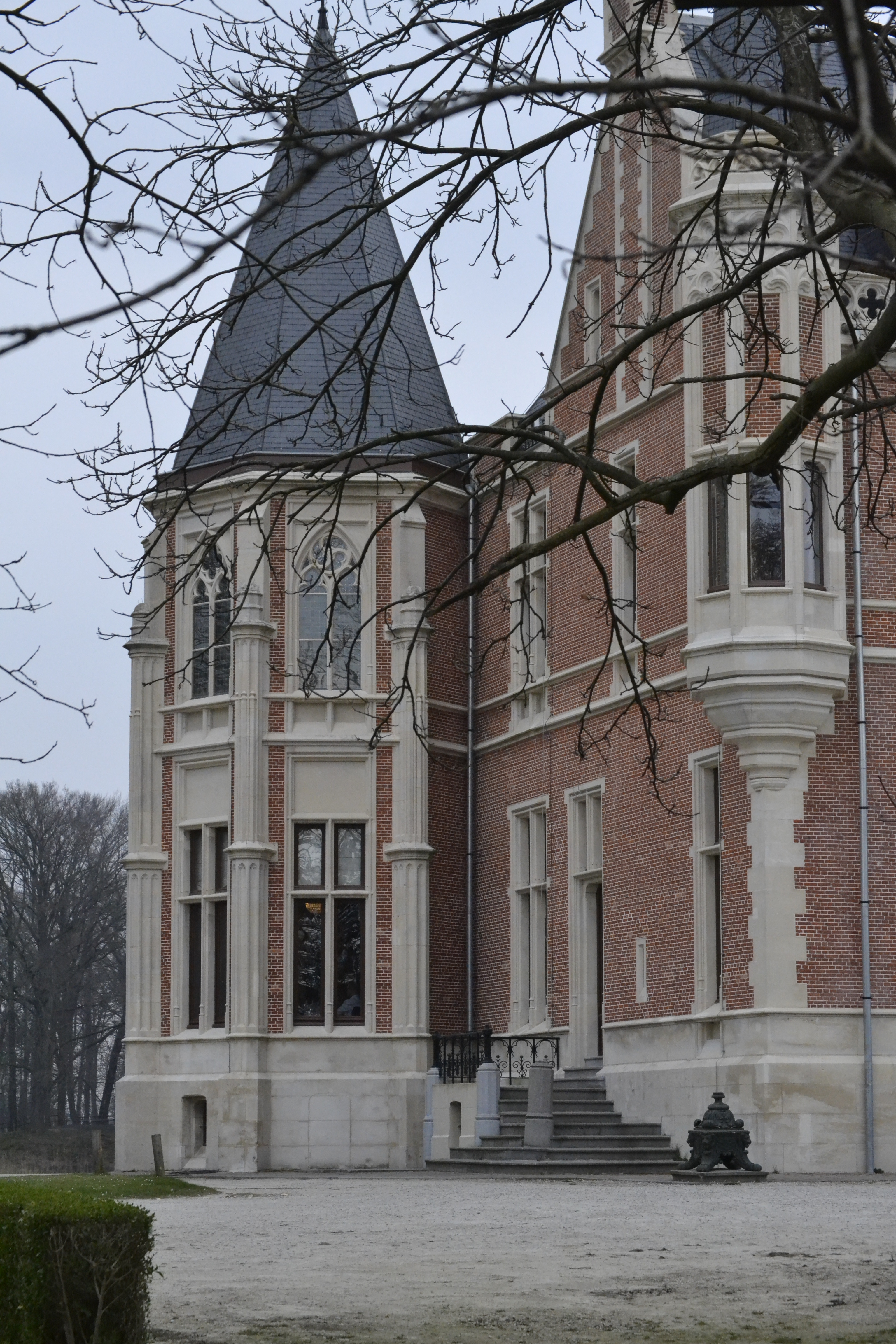
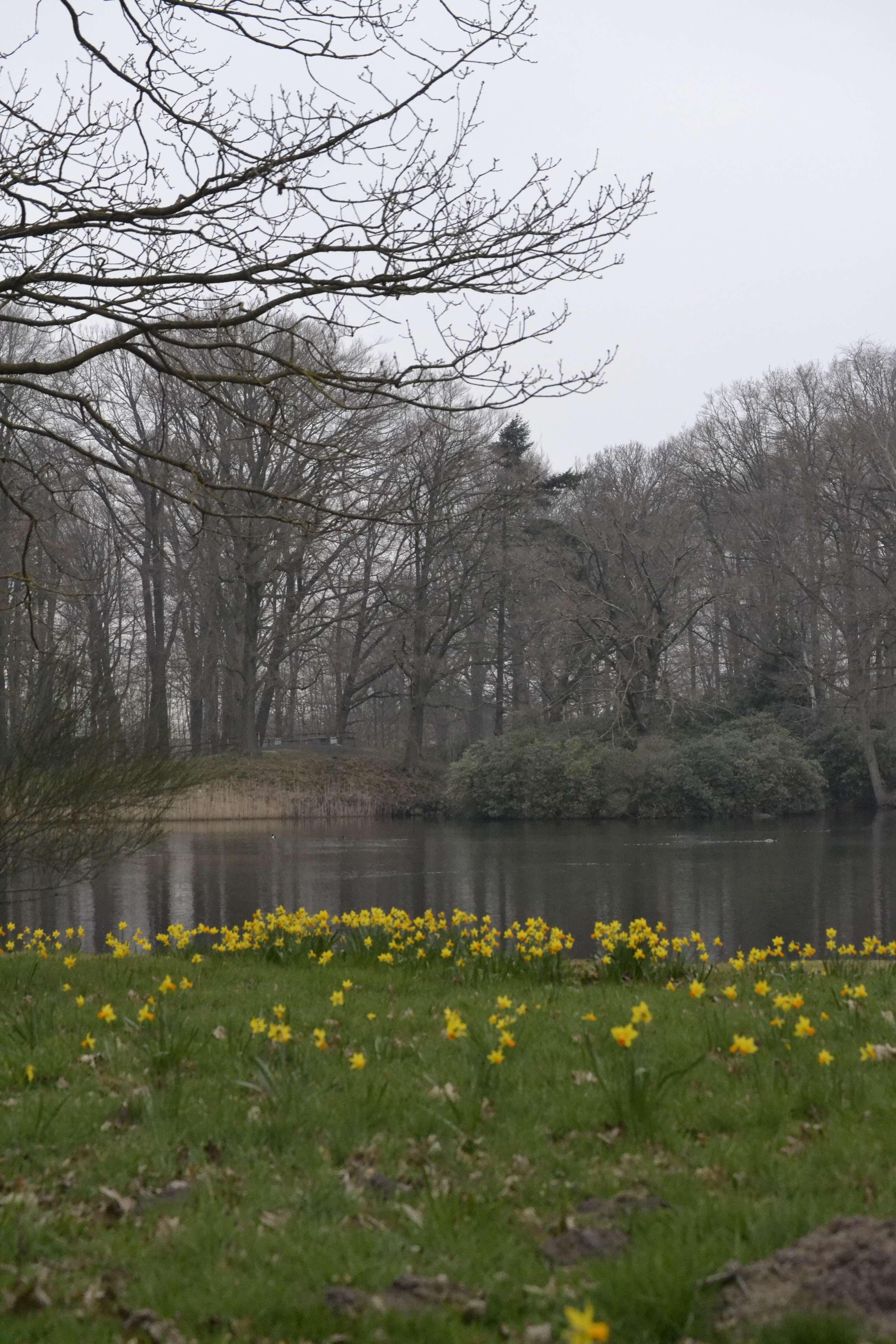
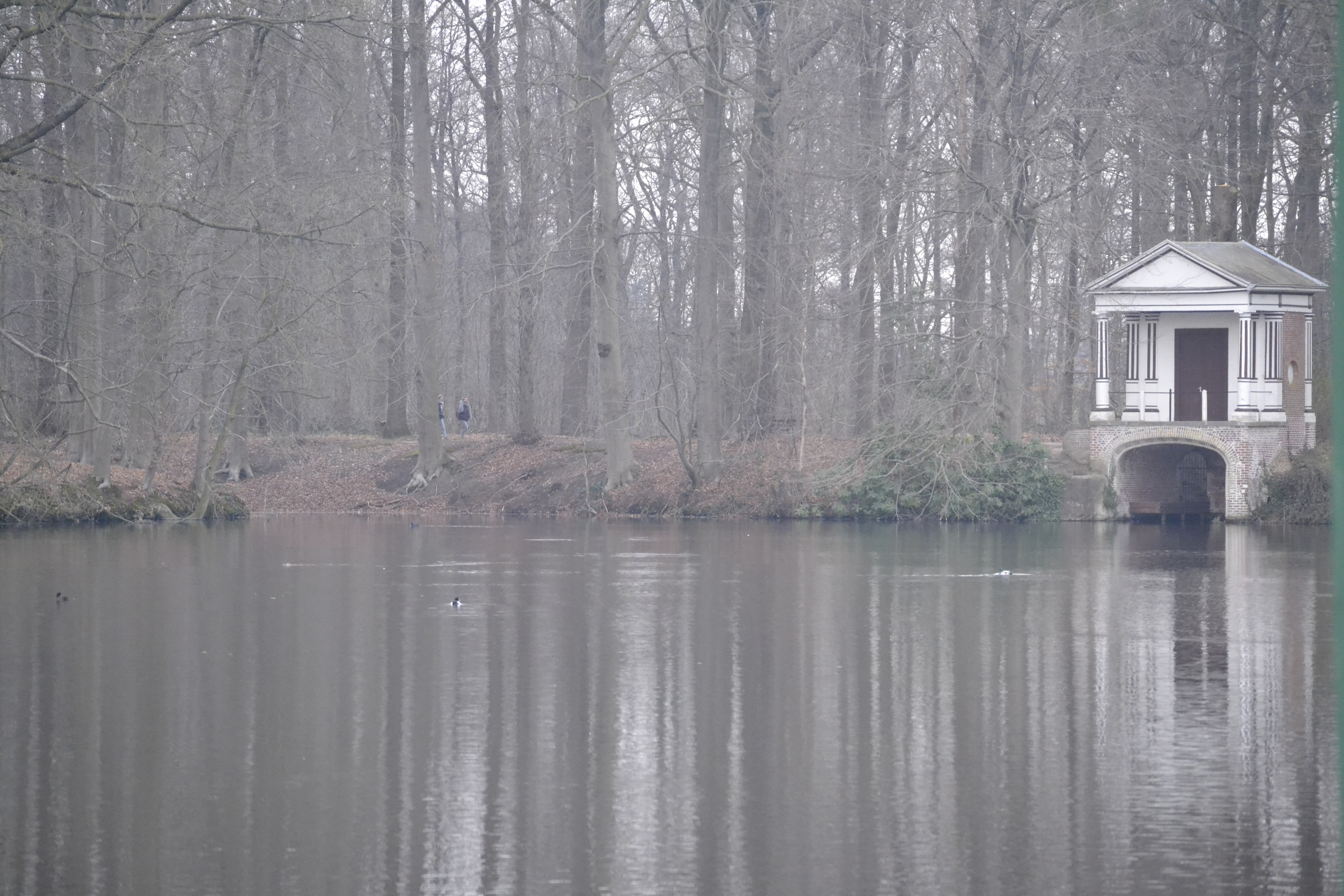
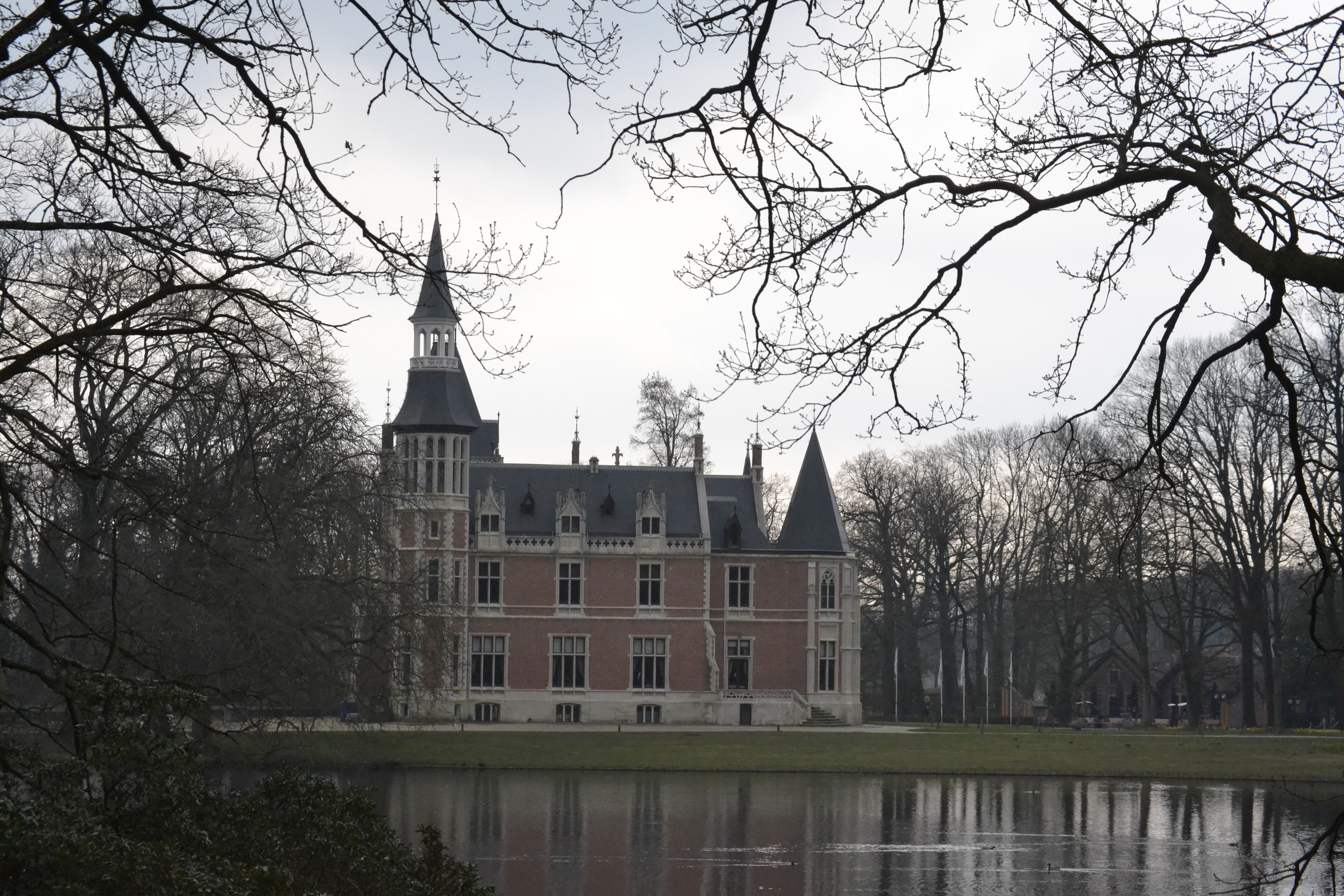
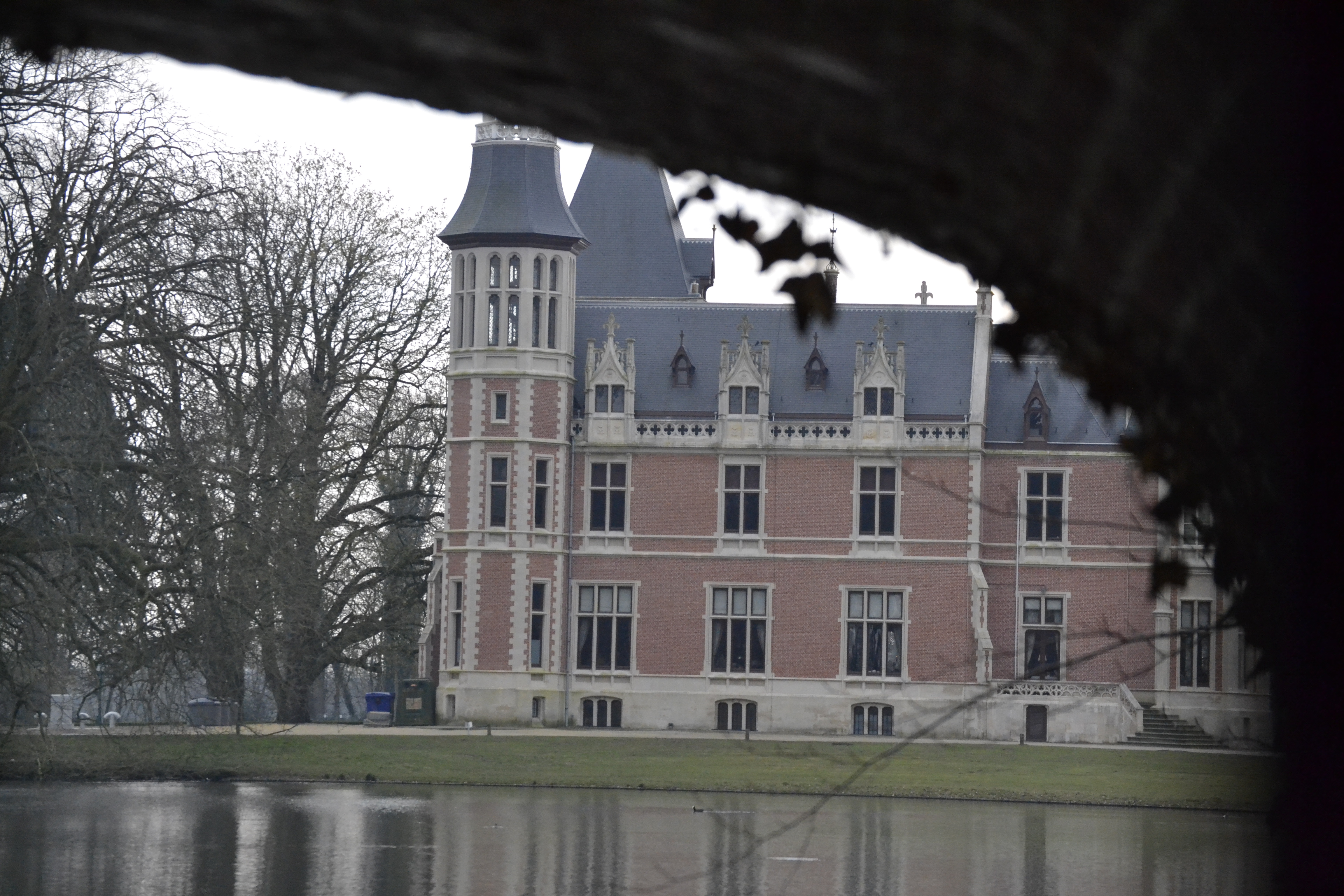
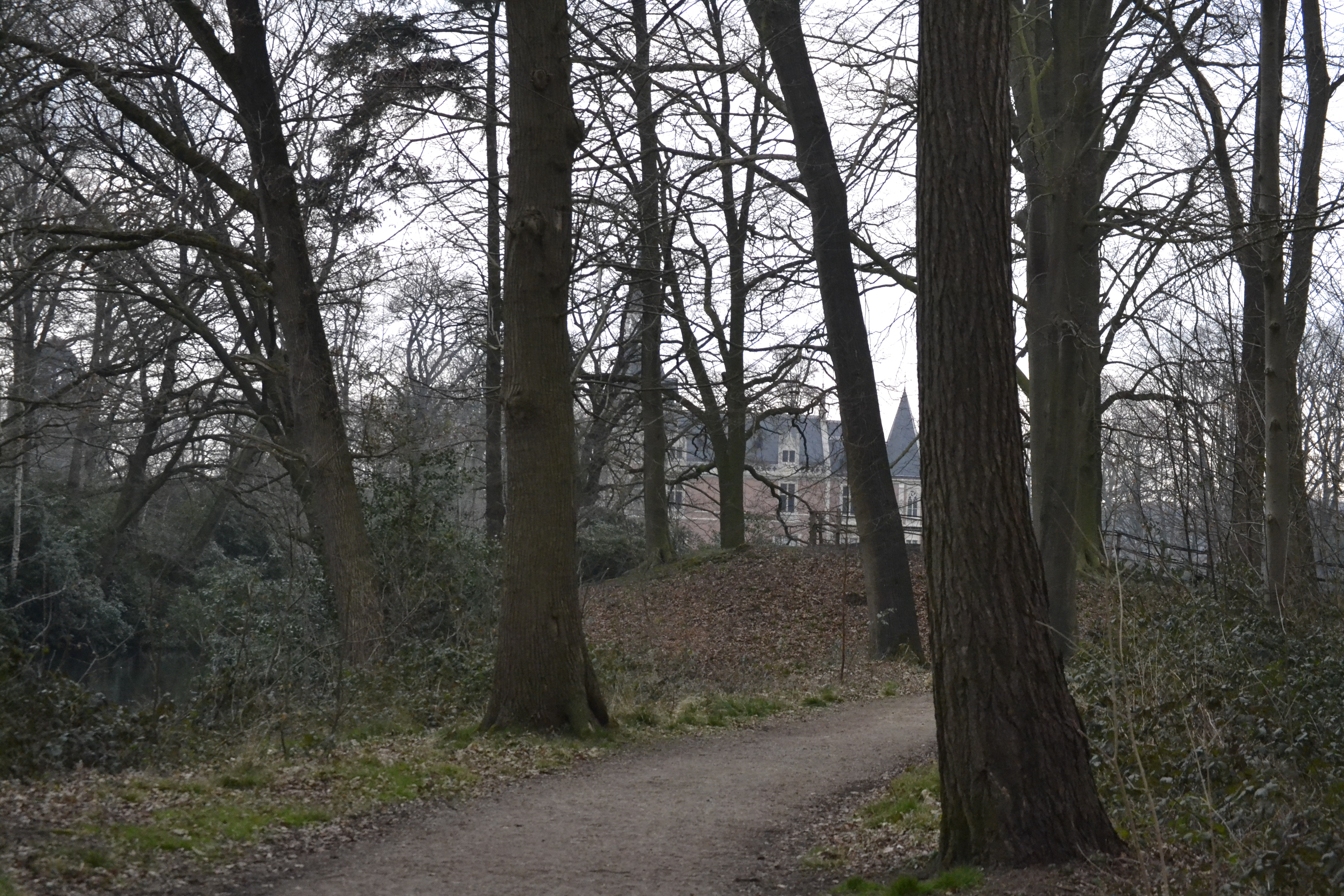
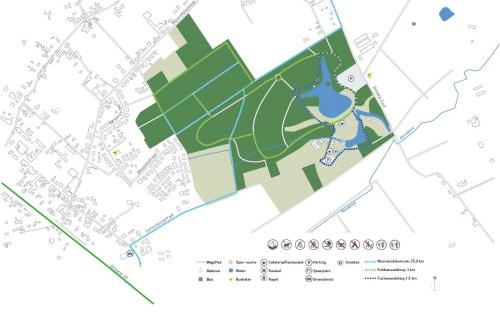
west-vlaanderen.be
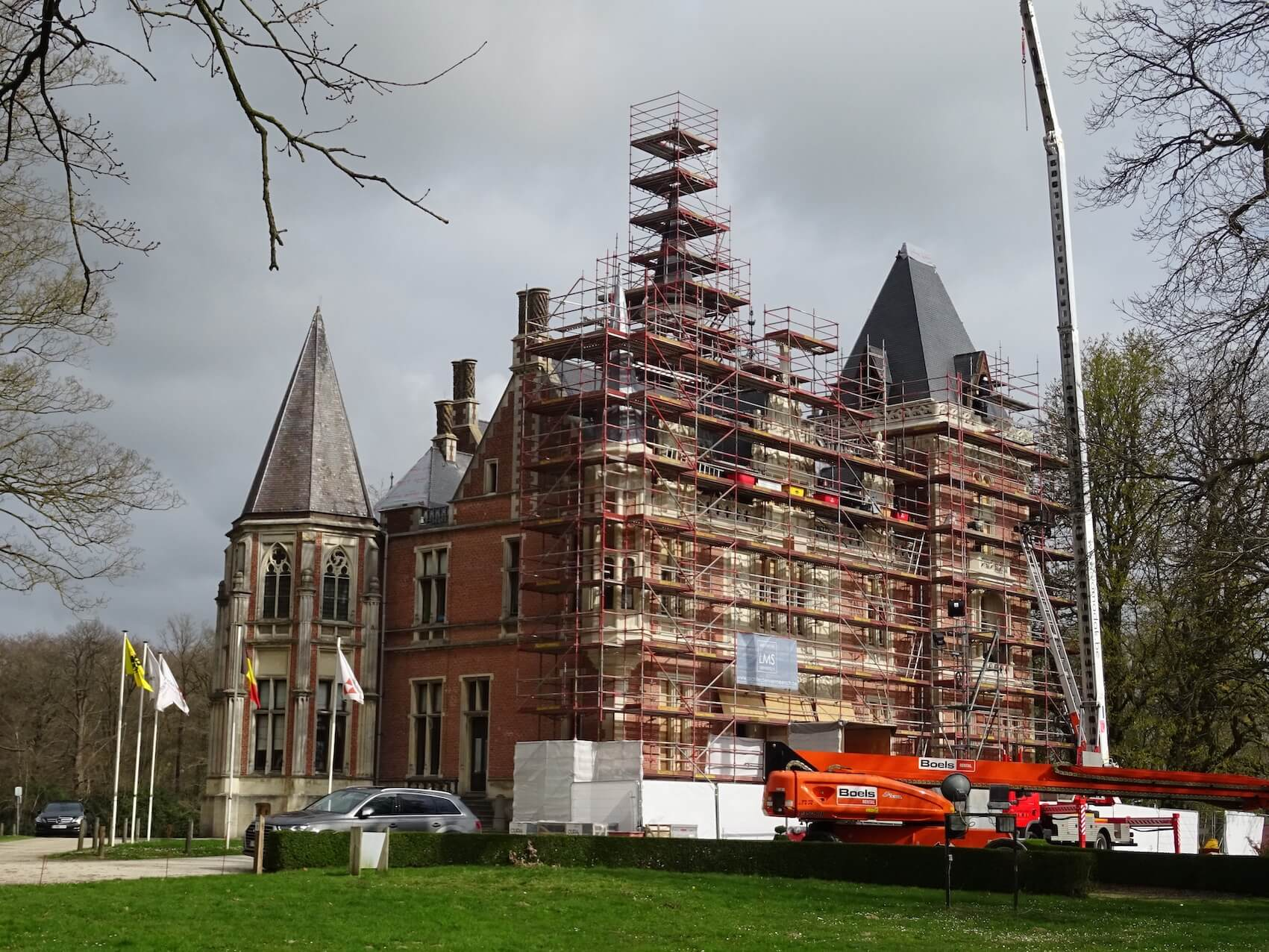
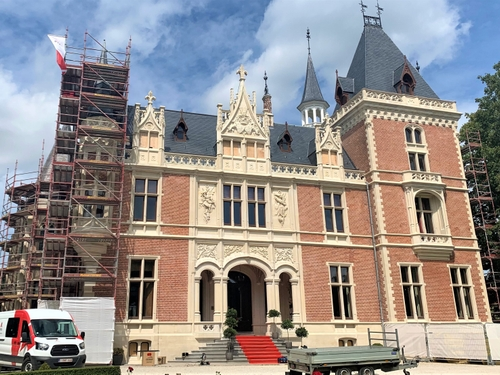